# Бекфорд-Цеу, Крис
Крис Бекфорд-Цеу (англ. Chris Beckford-Tseu; 22 июня 1984, Скарборо, Канада) — канадский хоккеист, вратарь.

## Биография
Родился в городе Скарборо, в канадской провинции Онтарио. Выступал в юниорской лиге Онтарио за клубы «Сент-Майклс Баззерс» и «Ошава Легионерс», был выбран на драфте ОХЛ 2000 года в 5-м раунде под общим 91-м номером клубом «Гелф Шторм», с 2001 по 2004 год играл в ОХЛ за различные клубы. В 2003 году на драфте НХЛ права на игрока были закреплены за клубом «Сент-Луис Блюз». С 2004 по 2008 год выступал в командах Американской хоккейной лиги «Вустер АйсКэтс» и «Пеория Ривермен», а также за «Пеорию» и команду «Аляска Эйсез» в хоккейной лиге Восточного побережья, в сезоне 2005/2006 стал обладателем Кубка Келли. 21 февраля 2008 года сыграл единственный в карьере матч в Национальной хоккей лиге за «Сент-Луис» против команды «Лос-Анджелес Кингз», по ходу матча заменив основного вратаря команды Мэнни Легаси, в матче пропустил одну шайбу и отбил пять бросков из шести.
3 июня 2008 года на правах свободного агента подписал контракт с командой «Флорида Пантерз», заключил двухлетнее соглашение. В течение этого периода выступал за фарм-клубы команды в АХЛ «Рочестер Американс» и Лиге Восточного побережья за различные клубы. В сезоне 2010/11 выступал за команды ХЛВП «Виктория Сальмон Кингз» и «Гринвилл Род Уорриорз», после чего завершил карьеру игрока.
После окончания карьеры работал тренером вратарей в хоккейных командах Университета Райерсона. В сезоне 2018/19 был тренером вратарей команды хоккейной лиги Онтарио «Миссиссога Стилхедс». Вместе с бывшим вратарём АХЛ Робертом Герсоном открыл спортивную школу «Профессиональное развитие вратарей» по подготовке вратарей по собственной системе.